# مانتگامری ویلیج (مریلند)
مانتگامری ویلیج (به انگلیسی: Montgomery Village) شهری در ایالت مریلند کشور ایالات متحده آمریکا است که جمعیت آن در سرشماری سال ۲۰۱۰ میلادی، ۳۲٬۰۳۲ نفر بوده‌است.